# 수에즈 위기
수에즈 위기(영어: Suez Crisis, 프랑스어: Crise du canal de Suez, 아랍어: أزمة السويس, 히브리어: משבר תעלת סואץ), 또는 제2차 중동 전쟁(영어: Second Arab–Israeli War)은 1956년 말 이스라엘이 이집트를 침공하고, 여기에 영국과 프랑스가 개입한 전쟁이다. 아랍권에서는 삼국 동맹 공격(아랍어: العدوان الثلاثي, 영어: Tripartite Aggression) 또는 카데시 작전이라고 부르고 이스라엘에서는 시나이 전쟁(히브리어: מלחמת סיני, 영어: Sinai War)이라 불린다.
이스라엘의 주 목표는 티란 해협(Straits of Tiran)을 확보하는 것이었고, 영국과 프랑스의 목표는 가말 압델 나세르가 국유화한 수에즈 운하를 회복하고 나세르를 축출하는 것이었다. 1956년 10월 29일 이스라엘군이 이집트의 시나이 반도를 침공하면서 전쟁이 발발했다. 11월 5일에는 영국과 프랑스의 공수부대가 수에즈 운하를 점령했다. 그러나 미국과 소련의 반발이 뒤따랐다. 미국 대통령 드와이트 D. 아이젠하워는 미국 정부가 보유한 영국 국채를 매각하겠다며 영국을 압박했다. 소련의 니콜라이 불가닌은 로켓 공격 가능성까지 언급하며 영국과 프랑스를 위협했다. 유엔에서 11월 2일 정전을 요구하는 총회 결의 997호가 채택되는 등 증대하는 국제적 반발을 이기지 못한 영국이 11월 6일 휴전에 동의하였고, 영국과 프랑스는 결국 12월 22일까지 수에즈 운하에서 철수하고, 그 자리에 유엔 긴급군(UNEF)이 주둔하게 되었다.
이 전쟁으로 이스라엘은 티란 해협으로의 육상로를 획득하고 홍해에 접근할 수 있게 되었으며, 자국군의 전쟁수행 능력을 확인할 수 있었다. 한편 이집트는 전쟁에서 군사적으로 패배하였으나 영국·프랑스와 대결함으로써 나세르의 정치적 입지가 강화되었고, 아랍 세계에서 이집트의 위상을 제고하는 효과를 불러왔다. 반면 이 사건은 유럽 제국주의 열강의 몰락을 극적으로 보여주는 사건으로서 널리 회자된다. 전쟁의 여파로 영국 총리 앤서니 이든이 사임하였으며, 캐나다의 외무장관 레스터 B. 피어슨은 사태 해결에 힘쓴 공로로 1957년 노벨 평화상을 수상했다.

## 개요
제1차 중동전 휴전 이후 양측은 군비를 계속 강화하였는데 이 기간 중 아랍 세계는 새로운 국면을 맞았다. 1952년 7월 이집트에서 급진파인 자유장교단의 쿠데타로 파루크 왕정이 타도되고 나세르가 정권을 장악한 것이다. 그는 범아랍주의(Pan-Arabism)를 제창, 민족주의 운동을 전개하는 한편 비동맹 중립노선 표방과 구소련·체코슬로바키아 동구와의 접근을 추진하였다. 아랍·아프리카·회교권 3세력 통합을 기도한 나세르는 당시 아프리카 각국의 독립운동을 지원, 영국·프랑스와의 충돌이 불가피하였으며 미국 또한 그의 노선에 의혹을 갖고 있었다.
이러한 과정에서 영국·프랑스·이스라엘 3국은 비밀리에 군사협정을 맺고 이스라엘의 이집트에 대한 도발을 사주하는 한편 침공계획을 작성하기 시작하였고, 미국은 이라크의 실권자 누리 사이드를 포섭, 1955년 2월 바그다드 조약기구(Baghdad pact)를 창설함으로써 중동지역에 대한 영향력 강화와 아랍권의 분열을 기도했다.
1956년 7월 나세르는 수에즈 운하 회사와 운하통행료의 국유화를 선언했다. 영국과 프랑스는 외교적 교섭과 군사행동 중 '폴리스 액션(police action)'으로서 후자를 택하였으나 미국은 평화적으로 해결할 것을 양국에 권고하였다.
1956년 10월 29일 이스라엘은 시나이반도를 침공했고 11월 5일 영·프 연합 공수부대가 수에즈 운하의 관문인 포트 사이드에 투하되었다. 전세는 처음부터 완전한 시나리오하에 기습한 영국·프랑스·이스라엘에 의해 주도되어 11월 6일 수에즈 운하와 시나이반도는 공격측에 점령되었다. 그러나 미국과 소련을 중심으로 한 유엔의 철군 요구와 세계 여론의 압력이 급증, 3국은 정치적 곤경에 놓이게 되었고, 11월 14일 유엔 총회에서 유엔 긴급군(UNEF)의 파견을 내용으로 하는 정전안이 채택되자 영국과 프랑스는 즉각 철수하였다.

## 같이 보기
- 제1차 중동 전쟁
- 제3차 중동 전쟁